# Pentaria phoenix
Pentaria phoenix es una especie de coleóptero de la familia Scraptiidae.

## Distribución geográfica
Habita en Aden (Yemen).